# 金塔纳斯德戈尔马斯
金塔纳斯德戈尔马斯，是西班牙卡斯蒂利亚-莱昂索里亚省的一个市镇。总面积30平方公里，总人口195人（2001年），人口密度7人/平方公里。